# Jorge Zuloaga
Jorge Zuloaga (Bogotá, 1 de mayo de 1922-Bogotá, 1 de junio de 2022), conocido en el ámbito artístico como El Topolino, fue un comediante, actor, reportero y guionista colombiano, reconocido principalmente por su participación en el programa Sábados felices entre 1976 y 1998.

## Biografía
Nació en Bogotá en 1922. Inició su carrera como reportero vinculándose al diario El Espectador en 1952 en la sección judicial. En las décadas de 1960 y 1970 trabajó en la radio como reportero y guionista en medios como La voz de Bogotá, Todelar y Horizonte.
A mediados de la década de 1970 fue invitado por el presentador Alfonso Lizarazo para participar como concursante en su programa Sábados felices. Ante la buena acogida que tuvo su presentación, fue incluido en el reparto principal del show, permaneciendo hasta finales de la década de 1990.
Como actor participó en producciones de cine y televisión en su país como La mujer de la tierra caliente, El taxista millonario, Cien años de infidelidad, La estrategia del caracol y Escobar: el patrón del mal.

### Vida privada
Se casó en 1959 con Teresa García, con la que tuvo cuatro hijos. Tras su retiro de los medios se dedicó a escribir libros sobre su trayectoria y se vinculó a la Asociación de Extrabajadores de Caracol. En 2015 ganó una demanda a Caracol Televisión por irregularidades en su contrato laboral cuando era miembro del elenco de Sábados felices.
Falleció de varias complicaciones de salud debido a la edad, en la ciudad de Bogotá el 1 de junio de 2022, a los cien años.

## Filmografía

### Cine y televisión
| Año       | Título                           | Notas              |
| --------- | -------------------------------- | ------------------ |
| 1976-1998 | Sábados felices                  | Miembro del elenco |
| 1978      | La mujer de la tierra caliente   |                    |
| 1979      | El taxista millonario            |                    |
| 1980      | Cien años de infidelidad         |                    |
| 1993      | La estrategia del caracol        | Carretillero       |
| 2012      | Pablo Escobar: el patrón del mal | 3 episodios        |